# Лозан Стрелков
Лозан Стрелков, псевдоним на Лозан Иванов Богданов, е български поет, драматург и публицист.

## Биография
Роден е на 7 юли 1912 година в белоградчишкото село Скомля. Написва поемата „Бент“ (1937) и стихосбирката „Тревога“ (1940). Автор е на пиеси, които включват „Разузнаване“, „Часът на щастието“, „Среща“, „Пътуване до истината“ и други. За драмата си „Разузнаване“ е награден с Димитровска награда. Сценарист е на филма „13 дни“ на режисьора Стефан Сърчаджиев.
Работи в редакциите на вестниците „Работническо дело“ и „Литературен фронт“. В последния е главен редактор в периода от 1949 до 1962 година. През 1946 – 1947 година е кореспондент на БТА в Париж, а от 1962 до 1981 година е генерален директор на Българската телеграфна агенция.
Член е на Централния комитет на Българската комунистическа партия.
Умира на 9 януари 1981 година в София.

## Награди
- Димитровска награда втора степен (май 1950),[1]
- Заслужил деятел на културата (май 1965),
- Народен деятел на културата (май 1971),
- орден „Народна република България“ втора степен (1959),
- орден „Народна република България“ първа степен (юли 1962),
- орден „Георги Димитров“ (1972).

## Творчество
- Бент, 1937 (поема)
- Тревога, 1940 (стихосбирка)
- Разузнаване, 1950 (драма)
- Часът на щастието, 1953 (драма)
- Незабравими дни, 1959 (драма)
- Среща, 1962 (драма)
- Няма сто истини, 1967 (драма)
- Човекът от досието, 1967 (драма)
- Пътуване до истината, 1974 (драма)